# Cassy (film)
Pour plus de détails, voir Fiche technique et Distribution.
Cassy est un film canadien produit et réalisé par Noël Mitrani, sorti en 2019. Ce film aborde la question du harcèlement sexuel.

## Synopsis
Cassy, une petite fille de 10 ans, vient de perdre sa mère. Elle se sent triste et seule, et doit subir la rudesse de son père qui est insensible à la mort de sa femme. Entre le père et la fille les relations sont tendues. Lorsqu’une jeune femme nommée Maya entre dans leur vie pour donner des cours de chant à domicile à Cassy, une relation d'affection profonde se crée entre la petite fille et la professeure. Mais ce bonheur est perturbé par le père de Cassy qui harcèle sexuellement Maya. La professeure est prise dans un dilemme : rester et subir la brutalité de cet homme ou abandonner Cassy qui a tant besoin d'elle.

## Fiche technique
- Titre : Cassy
- Accroche : Tu ne peux pas me laisser toute seule avec lui !
- Réalisation : Noël Mitrani
- Scénario : Noël Mitrani
- Direction photo : André Paul Therrien
- Ingénieur du son : Justin Vanier
- Mixage : Timothé Foin
- Montage image : Clara Merveille
- Musique : Benjamin Mitrani
- Production : Verorev Films
- Produit par : Noël Mitrani
- Pays d'origine :  Canada
- Langue originale : français
- Format :
- Durée : 104 minutes
- Dates de sortie :

 Canada : 1er mai 2019

## Distribution
- Natacha Mitrani : Cassy
- Ayana O’Shun : Maya
- Stéphane Krau : Karl, le père de Cassy
- Mélody Minville : la défunte mère de Cassy
- Olivier Lécuyer : l’ami de Karl
- Felicia Shulman : la femme dans le parc
- Emilia Charron : une gardienne
- Mélanie Elliott : la collègue de Karl
- Valérie Leclair : une gardienne
- Veronika Leclerc Strickland : une collègue de Karl
- Anik Georgeault  : l’amie de Cassy
- Mario Simard : l’ami de Maya
- Guy Mushagalusa Chigoho : le galeriste

## Festivals
- Les Rendez-vous Québec cinéma 2019
- Crossing The Screen, Eastbourne, 2019

## Production
Le réalisateur a confié le rôle principal à sa fille de 9 ans, Natacha Mitrani,. Le tournage a eu lieu au Québec en 2018.
Le documentaire "Cassy : Recherche d'une liberté créative", réalisé par Kevin Halgand, raconte en détail la production et la réalisation de ce film indépendant.

## Analyse
Les thèmes de l’enfance et du deuil se mêlent à la question du harcèlement sexuel, à travers l'intimité d'un trio de personnages. La masculinité est présentée sous son pire aspect et le dénouement violent du film s'impose comme un message radical. Le critique Martin Gignac évoque « une douce réalisation minimaliste et des interprètes de talent, dont le charme de la petite Natacha Mitrani qui emporte l'adhésion ».